# Oljas Bektenov
Oljas Abaiuly Bektenov (cazaque: Олжас Абайұлы Бектенов; Almati, 13 de dezembro de 1980) é um político cazaque que atua como primeiro-ministro do Cazaquistão desde 6 de fevereiro de 2024. Antes da sua nomeação como primeiro-ministro, Bektenov ocupou vários cargos, incluindo vice-presidente da Agência para os Assuntos da Função Pública e Anticorrupção e, mais tarde, como Presidente da Agência Anticorrupção. Em 2023, foi nomeado Chefe da Administração do Presidente da República do Cazaquistão.

## Biografia
Nascido na cidade de Alma-Ata, República Socialista Soviética do Cazaquistão (agora Almaty), Bektenov prosseguiu seus estudos diligentemente, graduando-se com honras na Academia de Direito do Estado do Cazaquistão (agora Universidade KAZGUU) em 2001 com uma licenciatura em jurisprudência. Ele promoveu suas realizações acadêmicas obtendo um doutorado em direito, concentrando sua dissertação em Problemas Organizacionais e Legais de Prevenção da Delinquência Administrativa de Menores na República do Cazaquistão.
Ao longo de sua carreira, Bektenov ocupou vários cargos de responsabilidade e liderança. Ele iniciou sua jornada profissional como especialista-chefe do Departamento de Justiça de Almaty de 2002 a 2005, antes de fazer a transição para se tornar um especialista e, em seguida, especialista-chefe do departamento jurídico do Gabinete do Primeiro Ministro do Cazaquistão de 2005 a 2006.
Nos anos seguintes, Bektenov ocupou cargos importantes no governo do Cazaquistão, incluindo cargos na Administração Presidencial do Cazaquistão sob Nursultan Nazarbayev de 2006 a 2009, bem como vice-presidente do Comitê de Serviço de Registro e Assistência Jurídica do Ministério da Justiça de 2009 a 2012.
A sua dedicação ao combate à corrupção levou-o a assumir funções como chefiar o departamento do escritório central da Agência de Combate aos Crimes Económicos e de Corrupção do Cazaquistão (Polícia Financeira) de 2012 a 2014, e posteriormente servir como Chefe de Gabinete da Cidade de Astana. Akimat, chefe da Secretaria do Chefe de Gabinete da Administração Presidencial.
Em reconhecimento ao seu serviço e liderança exemplares, Bektenov foi nomeado vice-presidente da Agência da República do Cazaquistão para Assuntos da Função Pública e Anticorrupção em junho de 2018. Posteriormente, ascendeu ao cargo de primeiro vice-presidente em 26 de junho de 2019, antes de assumir o cargo de presidente da Agência Anticorrupção da República do Cazaquistão em 25 de fevereiro de 2022. Bektenov foi então nomeado Chefe da Administração do Presidente da República do Cazaquistão em 3 de abril de 2023.
Em 6 de fevereiro de 2024, Bektenov recebeu pelo presidente Kassym-Jomart Tokayev a responsabilidade significativa de liderar o governo como primeiro-ministro do Cazaquistão.